# مجموعة الجيوش الشمالية
مجموعة الجيوش الشمالية (بالألمانية: Heeresgruppe Nord) تشكيل عسكري استراتيجي ألماني بحجم مجموعة جيوش تم تشكيله في 2 سبتمبر 1939 خلال الحرب العالمية الثانية وانيطت قيادته بالمشير فيدور فون بوك، خلال الغزو الألماني لبولندا ضمت مجموعة الجيوش الشمالية على الجيش الألماني الثالث والجيش الألماني الرابع وفرقة البانزر العاشرة وفرقة المشاة 73 وفرقة المشاة 206 وفرقة المشاة 208.
تمت إعادة تنظيم مجموعة الجيوش الشمالية التي ضمت 26 فرقة عسكرية في بداية 1941 نتيجة استعدادات ألمانيا لغزو الاتحاد السوفييتي وتم تكليف فيلهلم ريتر فون ليب لقيادة مجموعة الجيوش الشمالية ومهاجمة بروسيا الشرقية ومقاطعات بحر البلطيق حتى مدينة لينينغراد.